# Commune I (Bamako)
La Commune I de Bamako est l'une des six communes du district de Bamako, capitale du Mali. 

## Géographie
La commune s'étend à l'est du district de Bamako, en rive gauche du fleuve Niger. 
| Dialakorodji | Sangarébougou | Moribabougou   |
| Commune II   | Commune I     | N'Gabacoro     |
|              | Commune VI    | Baguinéda Camp |

## Quartiers
La commune s'étend sur 9 localités relevées lors du recensement général de 2009. 
Les quartiers les plus peuplés sont :
- Banconi (103 712 habitants)
- Doumazana (64 889 habitants)
- Boulkassoumbougou (50 931 habitants)

La commune est composée de 9 localités :

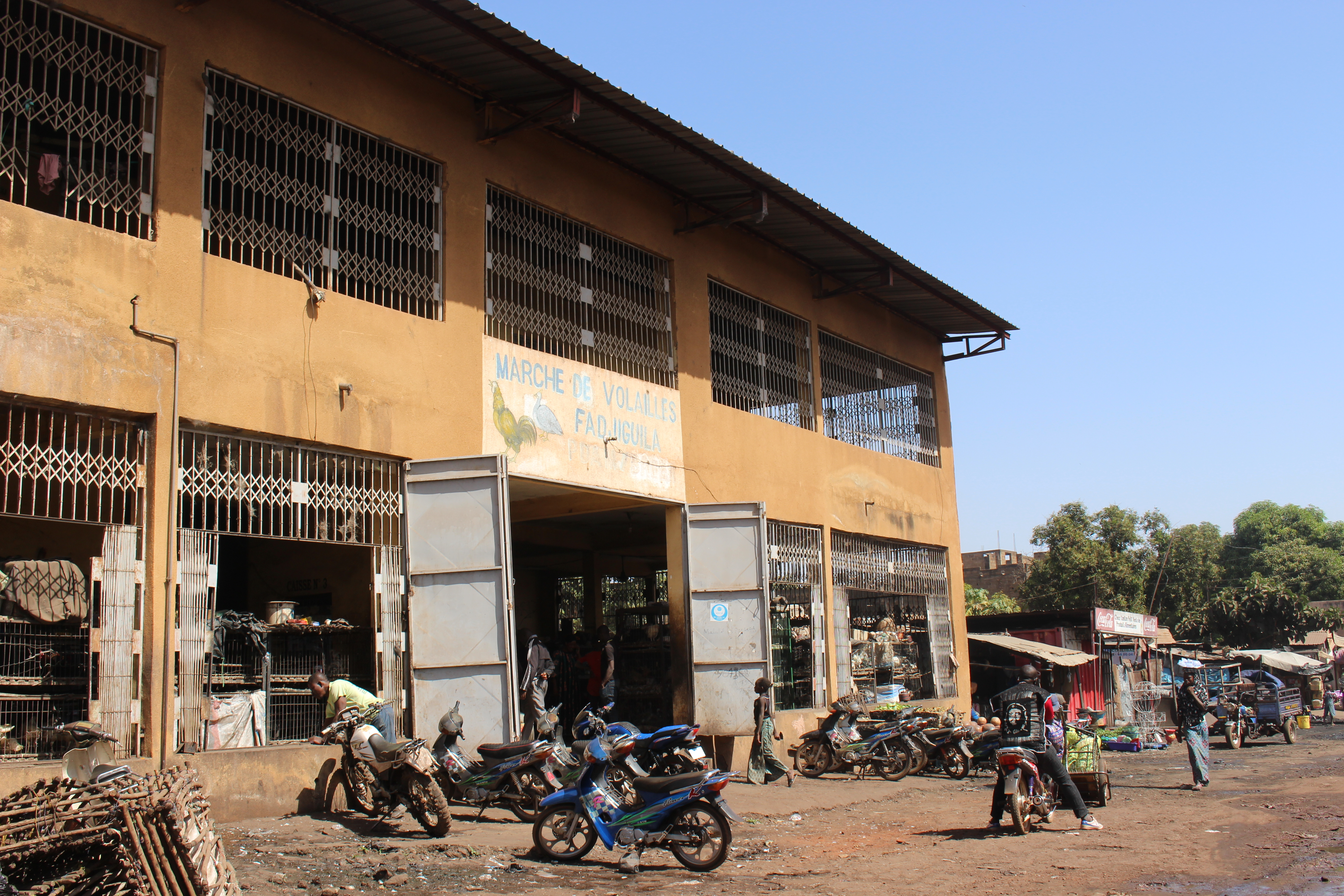
Marché aux volailles de Fadjiguila

- Banconi
- Boulkassoumbougou
- Djélibougou
- Doumazana
- Fadjiguila
- Korofina Nord
- Korofina Sud
- Sikoroni
- Sotuba

## Population
L'accroissement annuel de la population communale est de 5,1 % pendant la période 1998-2009.
| 1976   | 1987    | 1998    | 2009    |
| ------ | ------- | ------- | ------- |
| 51 588 | 126 228 | 195 081 | 334 886 |

## Politique
| Période | Maire élu               | Parti politique |
| ------- | ----------------------- | --------------- |
| 2009    | Konté Fatoumata Doumbia | Adéma-Pasj      |

## Enseignement
- AISB, American International School of Bamako, campus ouvert en 2011.

## Transports
Dépôt rail de Bamako sur le Chemin de fer de Dakar au Niger.

## Cultes

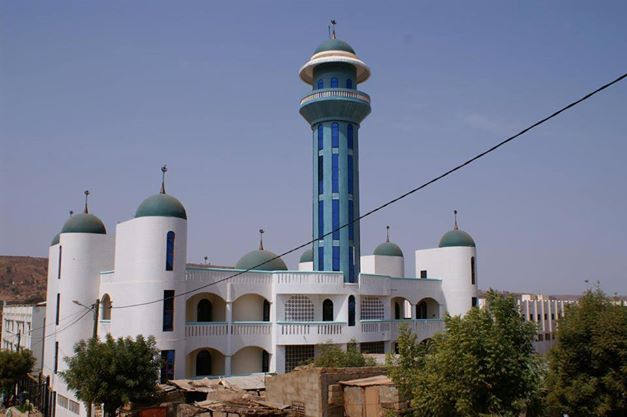
Grande mosquée Cheick Chérif Ousmane Madani Haïdara à Banconi, Djanguinébougou

- Grande mosquée Cheick Chérif Ousmane Madani Haïdara, ouverte en 2013.

## Sports
Le Stade malien est un club de football professionnel évoluant en Ligue 1 du championnat du Mali de football, basé à Sotuba (Commune I).